# 左权将军殉难处
左权将军殉难处，位于山西省晋中市左权县城南60余公里的麻田镇北爱铺村南十字岭峰顶，是中华人民共和国山西省文物保护单位之一。
1965年5月24日，授予山西省文物保护单位，是一座革命遗址及革命纪念建筑物。为左权将军在抗日战争期间殉难处。